# Beaufortia liui
Beaufortia liui är en fiskart som beskrevs av Chang, 1944. Beaufortia liui ingår i släktet Beaufortia och familjen grönlingsfiskar. Inga underarter finns listade.